# Вулиця Глібова (Черкаси)
Вулиця Глі́бова — одна з вулиць у місті Черкаси. Знаходиться у мікрорайоні Дахнівка.

## Розташування
Вулиця починається від вулиці Ярмаркової і простягається на південний схід до вулиці Бігучої. З вулицею перетинається вулиця Ігоря Бойка та примикає провулок Івана Піддубного.

## Опис
Вулиця неширока та неасфальтована, забудована приватними будинками.

## Історія
Вулиця була названа на честь українського поета і байкара Леоніда Глібова.